# مركز التجارة العالمي 3
مركز التجارة العالمي 3 (بالإنجليزية:Three World Trade Center; "ثري ورلد تريد سنتر") أو  شارع 175 غرينيتش (بالإنجليزية:175 Greenwich Street)٬ هو عنوان لمبنى معماري مكاتبي جديد جاري تشييده كجزء من إعادة إعمار مركز التجارة العالمي في مدينة نيويورك .